# 大橋隆憲
大橋 隆憲（おおはし りゅうけん、1912年1月22日 - 1983年3月11日）は、日本の統計学者・僧侶。京都大学名誉教授。

## 略歴
新潟県加茂市生まれ。旧名・栄俊。1935年東京帝国大学文学部宗教学科卒、1940年京都帝国大学経済学部卒、同助手、1942年日本鋼管入社、1949年京都大学経済学部助教授、1965年教授。1963年 経済学博士の学位を取得。1966-1967年経済学部長、1975年定年退官、名誉教授となり、日本福祉大学教授、1982年花園大学教授を務めた。

## 著書
- 『現代統計思想論』有斐閣 1961
- 『日本の統計学』（市民教室）法律文化社 1965

### 共編著
- 『日本鉄鋼業の生産構造 製鉄業参考資料の統計的分析』足利末男共著 有斐閣（京都大学経済調査所）1952
- 『社会科学的統計思想の系譜』編著 啓文社 1961
- 『日本の階級構成』編著 岩波新書 1971
- 『経済統計』高木秀玄,大屋祐雪共編（有斐閣双書）1973
- 『新マルクス経済学講座 6 戦後日本資本主義の階級構成』宇佐美誠次郎共著 有斐閣 1976
- 『図説日本の社会福祉』共著 法律文化社 1984
- 『社会調査論 社会科学としての社会調査』宝光井顕雅、吉原直樹共編 法律文化社 1985

### 翻訳
- ゲオルグ・フォン・マイヤ『統計学の本質と方法』小島書店 1943
- パウル・フラスケンパー『一般統計学 統計学綱要 第1部』足利末男共訳 農林統計協会 1953
- ア・イ・ペトロフ編『経済統計学教程』木原正雄共監修訳 有斐閣 1957-61
- マルシャル『経済学と統計技術』監訳 ミネルヴァ書房 1959
- S.オソウスキー『社会意識と階級構造』(世界の思想）細野武男共訳 法律文化社 1967
- アラン・ハント編『階級と階級構造』小山陽一ほか共訳 法律文化社 1979

### 記念論文集
- 『天空委鳥飛 大橋隆憲先生追悼文集』大橋隆憲先生追悼文集刊行会 1984
- 『現代の階級構成と所得分配 大橋隆憲先生追悼論文集』坂寄俊雄ほか編、有斐閣 1984

## 論文
- 大橋隆憲「社會集團に關するマイヤーの見解」『經濟論叢』第51巻第4号、京都帝國大學經濟學會、1940年10月、489-494頁、CRID 1390009224841724032、doi:10.14989/131444、ISSN 0013-0273。
- 大橋隆憲「日本鐵鋼業統計分析序説 (鐵鋼業共同研究特集)」『經濟論叢』第70巻第1号、京都大學經濟學會、1952年7月、1-19頁、CRID 1390290699818679680、doi:10.14989/132261、ISSN 0013-0273。
- 大橋隆憲「統計学＝社会科学方法論説の擁護:ドゥルジーニン批判の吟味」『北海道大學 經濟學研究』第12巻、北海道大学經濟學部、1957年、25-76頁、CRID 1050564288947335168、ISSN 04516265。
- 大橋隆憲「統計学=社会科学的認識手段論の問題点 - ブルガリアの学者の所説をみて -」『經濟論叢』第84巻第6号、京都大學經濟學會、1959年12月、383-398頁、CRID 1390290699818811136、doi:10.14989/132726、ISSN 0013-0273。
- 大橋隆憲「現代日本の階級構成 - その統計による研究のために -」『經濟論叢』第93巻第3号、京都大學經濟學會、1964年3月、155-172頁、CRID 1390290699818941952、doi:10.14989/132993、ISSN 0013-0273。
- 大橋隆憲「戦後日本の社会諸階級と軍隊」『經濟論叢』第95巻第3号、京都大學經濟學會、1965年3月、223-246頁、CRID 1390009224842237952、doi:10.14989/133056、ISSN 0013-0273。
- 大橋隆憲「現代階級論の1つの潮流について : Rob Steven氏の批判によせて」『關西大學經済論集』第26巻第4-5号、關西大学經済學會、1977年1月、407-430頁、CRID 1050282677889875456、ISSN 04497554。

学位論文
- 大橋隆憲『統計理論の形式主義化にかんする研究』京都大学〈経済学博士 報告番号不明〉、1962年。 NAID 500000319181。国立国会図書館書誌ID:000007815048。